# Couchey
Couchey là một commune in the Côte-d'Or department in Bourgogne-Franche-Comté in eastern nước Pháp. Khu vực này có độ cao từ 229-560 mét trên mực nước biển.